# Дни памяти и примирения, посвящённые погибшим во Второй мировой войне

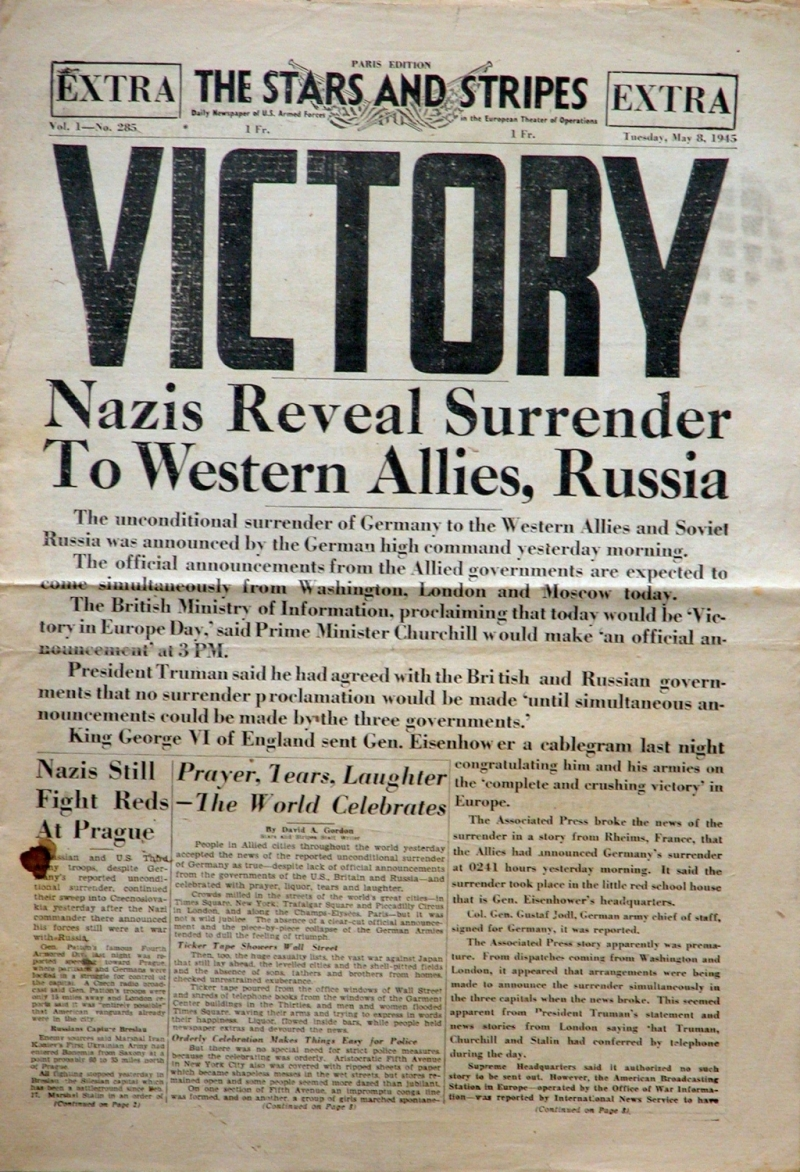
Выпуск газеты Stars and Stripes от 8 мая 1945 года

На основании Резолюции 59/26 от 22 ноября 2004 года Генеральная Ассамблея ООН предложила государствам-членам ООН, неправительственным организациям и частным лицам, «обособленно признавая, что государства-члены могут иметь свои дни победы, освобождения и празднования, отмечать один или оба эти дня (8 и 9 мая) как Дань памяти всем жертвам Второй мировой войны» и провозгласила эти дни как дни памяти и примирения (на других официальных языках ООН: англ. Time of Remembrance and Reconciliation for Those Who Lost Their Lives during the Second World War, араб. مناسبة للتذكر والمصالحة إجلالا لذكرى جميع ضحايا الحرب العالمية الثانية, ‎исп. Jornadas de Recuerdo y Reconciliación en Honor de Quienes Perdieron la Vida en la Segunda Guerra Mundial, кит. 缅怀第二次世界大战的所有死难者的悼念与和解的时刻, фр. Journées du souvenir et de la réconciliation en l'honneur des morts de la Seconde Guerre mondiale
).
Отмечаются некоторыми странами ежегодно 8 мая и 9 мая, начиная с 2005 года на основании данной Резолюции. Прямым текстом в самой Резолюции указано (пункт 1), что предложенные дни никаким образом не заменяют и не упраздняют уже существующие Дни Победы и Освобождения, отмечаемые до 2005 года связанные с этими событиями. В исходном тексте «дни памяти и примерения» не выделены обосабливающими кавычками как какое-либо предложенное понятие и их стоит понимать буквально.